# Sébastien Rosseler
Sébastien Rosseler est un coureur cycliste belge né le 15 juillet 1981 à Verviers. Professionnel de 2003 à 2013, il a notamment remporté la Flèche brabançonne en 2010 et les Trois Jours de La Panne en 2011.

## Biographie
Après une première année dans l'équipe réserve de Quick Step-Davitamon en 2003, au cours de laquelle il remporte trois étapes de l'Olympia's Tour, Sébastien Rosseler passe la saison 2004 chez Relax-Bodysol. Il s'y illustre au meilleur niveau en terminant neuvième de Gand-Wevelgem, puis huitième des Quatre Jours de Dunkerque.
De retour chez Quick Step-Innergetic à partir de 2005, il y est souvent blessé. Il termine néanmoins quatrième des Trois Jours de La Panne, deuxième du Tour de Belgique, puis troisième de Halle-Ingooigem en 2006, usant chaque fois de ses qualités d'infatigable rouleur. Celles-ci lui permettent d'obtenir sa première victoire professionnelle en 2007, sur l'étape contre-la-montre de l'Eneco Tour, qu'il termine huitième. La même année, il termine quatrième des Championnats de Belgique contre-la-montre et du Tour de Belgique. Il montre également des dispositions pour les pavés en terminant 21e de Paris-Roubaix. 
En 2008, il est encore blessé en début de saison, mais s'illustre de nouveau sur l'Eneco Tour. Troisième du contre-la-montre final, Rosseler obtient la deuxième place du classement général, derrière José Iván Gutiérrez. En fin de saison, il termine cinquième de Paris-Bruxelles, puis deuxième du Circuit franco-belge dont il remporte une étape. En 2011, il gagne les étapes contre-la-montre des Quatre jours de Dunkerque et du Tour de Belgique, et prend la deuxième place du  championnat de Belgique contre-la-montre, derrière Maxime Monfort. Il représente la Belgique dans cette discipline aux championnats du monde à Mendrisio. Il prend la 37e place.
En 2010, alors qu'il a rejoint l'équipe RadioShack il remporte la quatrième étape du Tour de l'Algarve et devient ainsi le premier coureur de l'équipe à remporter une course UCI. Au printemps, il gagne la Flèche brabançonne, l'un des principaux succès de sa carrière. En mars 2011, il est deuxième des Trois Jours de Flandre-Occidentale puis s'impose lors des Trois Jours de La Panne, dont il gagne également l'étape contre-la-montre. À partir du mois suivant, des douleurs à un genou le forcent à abandonner lors du Tour de Romandie, puis lors du Tour du Luxembourg en juin. Il ne court plus durant cette saison et est opéré à un tendon du genou en septembre.
Il court en 2012 et 2013 pour Garmin-Sharp. Il y est recruté pour ses qualités de rouleur. Il dispute le Tour d'Italie 2012 où il remporte avec ses coéquipiers le contre-la-montre par équipes. Ryder Hesjedal, leader de l'équipe, devient le premier Canadien à remporter le Giro. Fin 2013, son contrat n'est pas prolongé dans l'équipe en raison de résultats insuffisants.
En 2014, il rejoint l'équipe continentale belge Veranclassic-Doltcini. Démotivé par une série de blessures selon le manager de cette équipe, il décide d'arrêter sa carrière en juin 2015.
Il est surnommé le Buffle de Stoumont en raison de sa carrure et de ses impressionnantes capacités de rouleur.

## Palmarès

### Palmarès amateur
| - 1997 - Champion de Belgique du contre-la-montre débutants - Champion provincial de Liège du contre-la-montre débutants - 1999 - 2e du championnat provincial de Liège du contre-la-montre juniors - 2000 - Coupe Marcel Indekeu - 2001 - 2e étape du Triptyque des Monts et Châteaux (contre-la-montre) - 2e du Mémorial Philippe Van Coningsloo - 3e du Triptyque des Monts et Châteaux - 3e du championnat de Belgique du contre-la-montre espoirs - 2002 - Triptyque des Monts et Châteaux : - Classement général - 2ea étape (contre-la-montre) - Prologue du Tour de la province d'Anvers - Ronde van de Provincie Antwerpen : - Classement général - 2e étape (contre-la-montre) - 2e du championnat de Belgique du contre-la-montre espoirs - 2e du Grand Prix des Nations espoirs - 6e du championnat d'Europe du contre-la-montre espoirs | - 2003 - 2ea étape du Triptyque des Monts et Châteaux (contre-la-montre) - Deux Jours du Gaverstreek: - Classement général - 1re et 2e (contre-la-montre) étapes - Prologue, 6e et 7e (contre-la-montre) étapes de l'Olympia's Tour - Prologue du Tour de la province d'Anvers - 2e du Zesbergenprijs Harelbeke - 3e du GP Istria 2 - 6e du championnat d'Europe du contre-la-montre espoirs |  |

### Palmarès professionnel
| - 2006 - 2e du Tour de Belgique - 3e de Halle-Ingooigem - 2007 - 1re étape du Tour du Qatar (contre-la-montre par équipes) - 7e étape de l'Eneco Tour (contre-la-montre) - Ruddervoorde Koerse - 8e de l'Eneco Tour - 2008 - 4e étape du Circuit franco-belge - Ruddervoorde Koerse - 2e de l'Eneco Tour - 2e du Circuit franco-belge - 2009 - 4e étape des Quatre Jours de Dunkerque (contre-la-montre) - 5e étape du Tour de Belgique (contre-la-montre) - 2e du championnat de Belgique contre-la-montre | - 2010 - 4e étape du Tour de l'Algarve - Flèche brabançonne - 2e du championnat de Belgique contre-la-montre - 2011 - Trois Jours de La Panne : - Classement général - 3eb étape (contre-la-montre) - 2e des Trois Jours de Flandre-Occidentale - 2012 - 4e étape du Tour d'Italie (contre-la-montre par équipes) |  |

## Résultats sur les grands tours

### Tour de France
3 participations
- 2007 : 104e
- 2008 : 98e
- 2009 : 104e

### Tour d'Italie
1 participation
- 2012 : 125e, vainqueur de la 4e étape (contre-la-montre par équipes)

### Tour d'Espagne
1 participation
- 2006 : 116e